# Državni proračun
Državni proračun je sustavni pregled planiranih prihoda i rashoda neke države u određenom vremenskom razdoblju, formulira ga Vlada, a prihvaća Parlament.
Vrste proračuna:
- ravnotežni – kada su prihodi jednaki rashodima
- neuravnoteženi – kada su prihodi veći od rashoda (proračunski suficit) ili kada su prihodi manji od rashoda (proračunski deficit)

Državni proračun je blagajna koju pune svi građani i poduzeća (porezni obveznici), a novac iz te blagajne trebao bi se koristiti za opće potrebe države i njenih građana.
Ekonomska svrha proračuna očituje se u utjecaju na ključne makroekonomske ciljeve. Pomoću njega se društvena proizvodnja dijeli na potrošnju (C), investicije (I) i potrošnju države (G).
Također se pomoću proračuna utječe na ponudu proizvodnih faktora i finalnih dobara. Država također proračunom može štititi i potpomagati ekonomske i socijalne dobrobiti građana po principu države blagostanja.